# Roger Michell
Roger Michell (Pretoria, 5 giugno 1956 – Hertfordshire, 22 settembre 2021) è stato un regista britannico.

## Biografia
Michell nasce a Pretoria (Sudafrica), ma trascorre buona parte della sua infanzia a Beirut, Damasco e Praga, per via del lavoro del padre, un diplomatico costretto a spostarsi spesso per lavoro. Durante la sua permanenza in Inghilterra frequenta l'Università di Cambridge e, all'età di 17 anni, riceve notevole attenzione per le sue capacità di regista. Lo stesso anno riceve il “Royal Shakespeare Company Goodbody Award”. Laureatosi nel 1977, Michell si sposta a Londra, dove comincia il suo apprendistato presso il Royal Court Theatre, lavorando come assistente regista di autori quali John Osborne e Samuel Beckett. In questo periodo lavora anche con Danny Boyle, che proseguirà la sua carriera di regista con il film Trainspotting (1996).
Michell lascia il Royal Court Theatre nel 1979 e comincia a scrivere e dirigere alcuni suoi progetti. Quello di maggior successo è “Private Dick” (1982), una commedia che vince il premio per il miglior opera d'avanguardia al Festival di Edimburgo, in Scozia. La commedia debutterà più tardi al West End di Londra, interpretata da Robert Powell e Phillip Marlowe. Nel 1985 Michell si unisce alla Royal Shakespeare Company e in questo periodo viene nominato al “Drama Desk Award” per aver diretto Some Americans Abroad, una commedia nera su alcuni professori americani impiegati a Londra.
Lasciata la Royal Shakespeare Company, Michell dirige due miniserie e un documentario per la televisione inglese, prima di ottenere un ingaggio come regista di Persuasione (1995), adattamento cinematografico di un romanzo di Jane Austen che in seguito vince cinque BAFTA. Notting Hill (1999) si rivela un'altra grande occasione per Michell, ingaggiato dal produttore Duncan Kenworthy, impressionato dall'incipit comico della tragi-commedia My Night with Reg (1996). Il film incassa 360 milioni di dollari in tutto il mondo e afferma Michell come regista di fama mondiale. Gli viene anche affidata la regia di Il mandolino del capitano Corelli (2001), ma un attacco cardiaco lo costringe a rinunciare e il lavoro viene offerto a John Madden. Michell torna ben presto alla regia con Ipotesi di reato (2002), con Ben Affleck e Samuel L. Jackson.

## Filmografia

### Regista

#### Cinema
- Persuasione (Persuasion) (1995)
- My Night with Reg (1997)
- Titanic Town (1998)
- Notting Hill (1999)
- Ipotesi di reato (Changing Lanes) (2002)
- The Mother (2003)
- L'amore fatale (Enduring Love) (2004)
- Venus (2006)
- Il buongiorno del mattino (Morning Glory) (2010)
- A Royal Weekend (Hyde Park on Hudson) (2012)
- Le Week-End (2013)
- National Theatre Live: Consent (2017) - documentario
- Rachel (My Cousin Rachel) (2017)
- Un tè con le regine - Quattro attrici si raccontano (Nothing Like a Dame)  - documentario (2018)
- Blackbird - L'ultimo abbraccio (Blackbird) (2019)
- Il ritratto del duca (The Duke) (2020)
- Elizabeth: A Portrait in Parts - documentario (2022)

#### Televisione
- Downtown Lagos - miniserie TV, 3 episodi (1992)
- The Buddha of Suburbia - miniserie TV, 4 episodi (1993)
- Omnibus - serie TV, 1 episodio (1995)
- Screen Two - serie TV, 1 episodio (1995)
- The Lost Honour of Christopher Jefferies - miniserie TV, 2 episodi (2014)
- Birthday - film TV (2015)